# 知多みるく

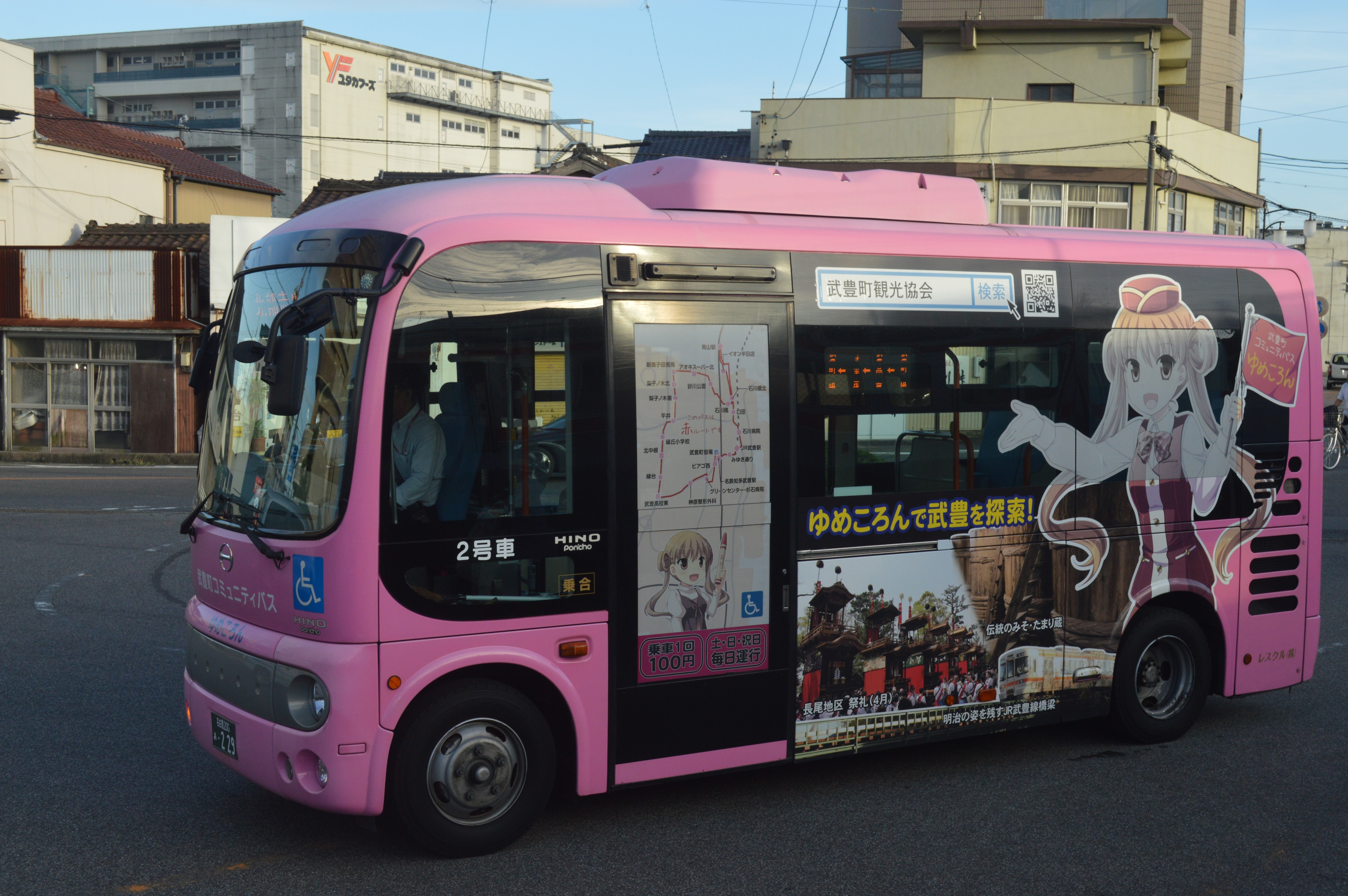
「知多娘。」のキャラクターをラッピングした武豊町コミュニティバス

知多みるく（ちた みるく）は、一般社団法人知多娘地域活性プロジェクトが運営する愛知県知多半島の萌えおこしキャラクターである。当初は「知多みるく」1人のみであったが、のちに知多半島各地のキャラクターが増えたことから、現在は「知多娘。」（ちたむすめ。）として運営されている。作画は宙花こより。「知多みるく」は、現在は知多半島の広報キャラクターユニット「知多娘。」のリーダーとして位置づけられている。「ご当地アイドル殿堂入り」。

## 概要
2009年1月、「知多みるく」が若者支援施設のPRキャラクターとして誕生し、同2009年8月、知多みるく役に起用された声優の尾高もえみ（現：MoeMi）を中心とした声優ユニット「知多娘。」が活動を開始した。翌2010年4月、知多半島の5市5町を擬人化した10人のキャラクター「知多娘。」が誕生し、知多半島および愛知県の観光振興や地域活性化のキャラクターとしても活動を開始した。2014年には、台湾で「知多娘。」の姉妹キャラクターとして「台北娘。」が誕生し、海外進出を果たした。その後にも市町の枠のみならず市町の中の特定の地区をPRするキャラクターや市町に縁のある実在した人物をモチーフにしたPRキャラクターなどが誕生し「知多娘。」としては20人まで増えている。
「知多娘。」のPR活動は、当初はNPO法人内にて「知多娘。実行委員会」として行われてきたが、のちに一般社団法人化して活動の場を広げた。「知多娘。」が制作された契機となった「若者支援」の理念は変わらず、地域活性化と「若者の成長」を目的とした活動を継続している。一般社団法人化後は活動を多面化し、当初の人材育成や地域活性化に加え、国際交流に関する企画運営、クールジャパン・コンテンツの制作、地方自治体や地域団体等への地域活性化コンサルティングなども活動内容としている。

## 来歴
「ちた地域若者サポートステーション」のPRキャラクターとして、同ステーションを受託運営していた特定非営利活動法人エンド・ゴール（当時）の依頼により制作された。「知多みるく」の名前は、知多半島と同地区の主力産業である酪農にちなんで命名された。同ステーションの公式ウェブサイトやチラシに登場したほか、知多みるくが執筆を担当していると設定されたブログ「みるろぐ」が存在した。サブプライム問題やニート問題、平成不況、就職氷河期といった雇用不安が叫ばれる中で誕生した、若者の就職を支援する萌えキャラとして話題となった。
2009年3月2日に、知多みるくをデザインしたエコバッグが限定10枚で販売されたが初日に完売し、400枚を追加製作したが同月内に売り切れた。さらに同年3月25日には、ニコニコ動画とYouTubeで動画配信が開始された。また4月1日のエイプリルフールにはキャラクター「東浦観造」が登場した。
2009年7月、ニコニコ動画やYouTubeでインターネットラジオ『知多半島MOE放送局』の放送を開始。同月地元ケーブルテレビ局知多メディアスネットワークの情報番組『ちたまる』に出演し、8月には愛知県半田市にある商業施設クラシティ半田でのライブ「知多みるく祭り」を開催した。9月にはモリコロパークで開催された知多半島コスプレ物産展でのミニライブに出演した。
また、ミニCDアルバムや知多みるくキューピーが製作されるなどグッズ発売が本格化し、名古屋のゲーム会社ドラスによって携帯サイトやモバイルゲーム、履歴書も製作・販売されるようになった。
非営利の二次創作を推奨している。
2019年8月1日、結成10年を迎えて「ご当地アイドル殿堂入り」に認定された。

## 知多娘。（キャラクターユニット）
知多娘。（ちたむすめ。）は、「知多半島のPR」を目的に誕生した。前述した知多みるくに加え、知多半島5市5町のキャラクターと新たに追加された内海お吉等を加えたご当地キャラクターのユニット名である。各キャラクターについては#キャラクターの節を参照。
2011年には知多半島の観光および特産品振興を図るため、愛知県制作によるCGアニメーション「デート de 知多あるき」がYouTubeで公開された。
その後、知多半島・愛知県地域等をPRする観光PR動画に多数登場。地域の酒造、電機メーカー、鉄道 、空港、タクシーなどとコラボした地域PR企画に多数登場している。2014年には初の連載作品「ちたコミ」がWEB連載開始。（原作:知多☆銀河、作画:桂遊生丸）2016年には初のドラマCD｢常滑｣が、専門学校HALとの共同にて制作された。2017年にはYoutubeにて宙花こよりによる４コマ動画「ちたコマ」の連載開始。2018年にはコミカライズ作品「ちたコミ」が発売された。

### キャラクター
2009年8月頃、知多舞子（知多市、知多みるくの従妹）、阿久比ほたる（阿久比町）、南知多マリナ（南知多町）、半田酔子（半田市）の4キャラクターが設定上で登場。2010年4月に大府あかね（大府市）、東海しゅう（東海市）、東浦未来（東浦町）、常滑セラ（常滑市）、武豊乙姫（武豊町）、美浜恋（美浜町）と共にデザインが初披露される。
2011年、明治時代の芸者で現在の南知多町内海出身の斎藤きち（唐人お吉）をモデルにした内海お吉（南知多町内海）が追加。
2012年、美浜愛（美浜町、美浜恋の双子の妹）、広小路クララ（半田市知多半田駅前、クラシティ半田が中心）が追加。
2013年、太田川千代子（東海市太田川駅前）、大田メディ（知多北部広域連合）が追加。
2016年、大府・W・桃花（大府市）が追加。
2022年、東浦みこと（東浦町）、おとたちばなひめ（東浦町）が追加。
2024年、小野浦お琴（美浜町小野浦）が追加。
総計20名のキャラクターユニットとなった。

#### キャラクター一覧
知多 みるく（ちた みるく）
- 声 - MoeMi（もえみ）（1989年7月28日生まれ）
- 知多半島PRキャラクター
- 誕生日：6月1日
- 年齢：22歳
- 身長：158cm
- NPOに就職した新入社員。趣味は資格取得とボランティア。知多半島を模したサイドテールがチャームポイント。

美浜 恋（みはま れん）
- 声 -六花（りっか）（2001年12月16日）
- 美浜町PRキャラクター
- 誕生日：6月6日
- 年齢：20歳
- 身長：155cm
- 妹・愛と共に町より正式に住民票が交付され、萌えキャラでありながら町民及び観光大使となる。
- 惚れっぽい性格で男性に果敢にアプローチするが、何故かモテない。

常滑 セラ（とこなめ せら）
- 声 - 小栗ひなた（おぐりひなた）（2006年6月27日生まれ）
- 常滑市PRキャラクター
- 誕生日：7月10日
- 年齢：22歳
- 身長：165cm
- バイリンガルの才女。市内の空港で働いている。中部国際空港の10周年記念大使に選ばれている。名前は名物の常滑焼にちなみ「セラミック」に由来。

知多 舞子（ちた まいこ）
- 声 - 山本姫可（やまもとひめか）（2003年1月20日生まれ）
- 知多市PRキャラクター
- 誕生日：2月18日
- 年齢：19歳
- 身長：156cm
- 大学で経営学を学ぶ。街を歩いていると読者モデルの依頼や芸能スカウトによく声をかけられる。そんな才女にも引きこもりだった過去が……。

半田 酔子（はんだ よいこ）
- 声 - 恋楓（れんか）（2009年4月21日生まれ）
- 半田市PRキャラクター
- 誕生日：10月1日
- 年齢：24歳
- 身長：160cm
- 日本酒と新美南吉の童話をこよなく愛する24歳。

東浦 未来（ひがしうら みらい）
- 声 - 小坂井祐莉絵（こざかいゆりえ）（1995年7月6日生まれ）
- 東浦町PRキャラクター
- 誕生日：不明
- 年齢：16歳くらい(?)
- 身長：154cm
- 戦国時代からタイムスリップしてきた年齢不詳の女の子。町内のぶどう園でのんびり暮らしている。

阿久比 ほたる（あぐい ほたる）
- 声 -藤田明音（ふじたあかね）（2012年11月21日生まれ）
- 阿久比町PRキャラクター
- 誕生日：7月1日
- 年齢：18歳
- 身長：149cm
- 専門学校に通う眼鏡っ子。同人誌制作が趣味の歴女。

東海 しゅう（とうかい しゅう）
- 声 - 下前真凛（しもまえまりん）（2005年3月7日生まれ）
- 東海市PRキャラクター
- 誕生日：8月3日
- 年齢：21歳
- 身長：157cm
- 市内の製鉄所で働く工業オタク。爆発事故を引き起こす危険人物。大田メディの開発者。

南知多 マリナ（みなみちた まりな）
- 声 - 吉田るる（よしだるる）（2009年7月5日生まれ）
- 南知多町PRキャラクター
- 誕生日：7月20日
- 年齢：21歳
- 身長：164cm
- 実家の温泉旅館の女将見習い。がさつで男っぽくみえるが、料理を始めとした家庭的なことはプロ顔負けにこなす。

大府 あかね（おおぶ あかね）
- 声 -安江李琉羽（やすえりるは）
- 大府市PRキャラクター
- 誕生日：6月28日
- 年齢：16歳
- 身長：152cm
- 超人的な運動神経を持つ健康優良児。文武両道のスーパーガールだが、天然な性格で一般常識がズレたところも。

武豊 乙姫（たけとよ おとひめ）
- 声 - 栗田もも（くりたもも）（2007年6月20日生まれ）
- 武豊町PRキャラクター
- 誕生日：3月1日
- 年齢：18歳
- 身長：159cm
- 予備校に通い大学入学を目指す予備校生。本当は歌手になりたいが諦めがちである。 鉄道が大好き。

内海 お吉（うつみ おきち）
- 声（お吉さん） - 仲村ゆきほ（なかむらゆきほ）（2002年12月19日生まれ）、
- 声（お吉ちゃん）-いおり
- 南知多町内海地区（旧：知多郡内海町）PRキャラクター
- 誕生日：天保12年11月10日（お吉さん）、11月10日（お吉ちゃん）
- 年齢：不詳（お吉さん）、10歳（お吉ちゃん）
- 身長：168cm（お吉さん）、127cm（お吉ちゃん）
- 幕末に実在した唐人お吉がモチーフ。普段は子供の姿（お吉ちゃん）だが温泉に入ると大人の姿（お吉さん）に変身する。

美浜 愛（みはま あい）
- 声 - 尾花りさ（おばなりさ）（2001年5月27日生まれ）
- 美浜町PRキャラクター
- 誕生日：6月6日
- 年齢：20歳
- 身長：155cm
- 福祉を学ぶ大学生。姉の恋とは双子。引っ込み思案に見えるが、しっかり者。姉のことになると見境が付かなくなる一面も。

広小路 クララ（ひろこうじ くらら）
- 声 - 山田円楓（やまだまどか）（2010年9月4日生まれ）
- 知多半田駅前および、知多半島の食のPRキャラクター
- 誕生日：5月11日
- 年齢：15歳
- 身長：156cm
- 知多半田駅前に住んでいる女の子。とにかくよく食べる。名前は知多半田駅の所在地（半田市広小路町）に由来。

太田川 千代子（おおたがわ ちよこ）
- 声 - 猪口結香（いぐちゆいか）（2006年3月16日生まれ）
- 太田川駅前のPRキャラクター
- 誕生日：1月6日
- 年齢：18歳
- 身長：146cm
- お菓子作りの専門学校に通うパティシエール見習いの女の子。創作スイーツ作りを好むが毎回とんでもないゲテモノを作り東海市内で爆発を起こしたり、知多娘。メンバーを卒倒させるなどトラブルを起こす。名前は「チョコ」から。

大田 メディ（おおた めでぃ）
- 声 - 木村亜季（きむらあき）（2010年4月9日生まれ）
- 知多半島北部3市1町のPRキャラクター
- 誕生日：5月8日
- 年齢：20歳
- 身長：163cm
- 東海市大田町のケーブルテレビ局の地下室で東海しゅうにより極秘開発されたアンドロイド。一人でレポートから撮影までテレビ中継をこなせる万能レポーター。名前は大田町に所在するケーブルテレビ局「知多メディアスネットワーク」に由来。

大府・W・桃花（おおぶ・うぇるねす・ももか）
- 声 - 佐藤綺乃（さとうあやの）（1998年3月17日生まれ）
- 大府市PRキャラクター
- 誕生日：花桃の咲く季節
- 年齢：18歳
- 身長：152cm
- 大府市のハナモモプロジェクトをPRする。未来から来た大府あかねの孫。未来の知多半島の滅亡を防ぐためタイムスリップしてきた。格闘家であり不敗の王者（ただし全戦不戦勝）。

東浦 みこと（ひがしうら みこと）
- 声 - 高畑明里（たかはたあかり）（2006年7月13日生まれ）
- 東浦町PRキャラクター
- 誕生日：10月13日
- 年齢：17歳
- 身長：161cm
- 東浦町をこよなく愛する女子高生。本人は「普通」を目指している。名前は東浦町が命に関わる政策を行っていることからみこと(命)と名付けられた。

おとたちばなひめ
- 声 - 久野夕萌（くのゆめ）（2008年7月10日生まれ）
- 東浦町PRキャラクター
- 誕生日：不明
- 年齢：不明
- 身長：156cm
- 東浦町を中心に知多半島を守る櫛の化神。ヤマトタケルの妃、弟橘媛の櫛が東浦町入海神社に祀られていることが由来。どーなっつが大好きで自由奔放。仲の良い男女を見ると直ぐに伴侶にしようとする。

小野浦お琴（おのうら おこと）
- 声 - 能勢あんな（のせあんな）
- 美浜町小野浦地区PRキャラクター
- 誕生日：1月27日
- 年齢：14歳
- 身長：154cm
- 小野浦に住む明るく元気な中学生。江戸時代に美浜町で生まれた音吉とその許婚である樋口鈴のエピソードを元に樋口鈴をモデルとしている。小野浦の海や空、地区を通る国道247号線を行き交う人々の安全を見守ったり無事を祈ったりしている。

## 関連グッズ
- キャラクターソングCD
- 萌え履歴書
- カレンダー
- キューピー（知多みるく・半田酔子）
- パン缶
- 広小路クララの萌えプリン
- 半田酔子の萌えチキンカレー
- 知多娘。コミカライズ『ちたコミ』ほか多数

## 知多娘。（アイドル声優ユニット）
知多娘。（ちたむすめ。）は、「知多半島の活性化」と「若者のキャリア支援」を目的に誕生した知多娘。のキャラクター声優によるユニットである。オーディションは知多みるく役のMoeMi（旧芸名：尾高もえみ）以外はオーディションで選ばれている。
2009年8月1日、専門学校ヒューマンアカデミー名古屋校の声優養成クラスの生徒が知多舞子、阿久比ほたる、南知多マリナ、半田酔子の4キャラクターに選ばれ活動が開始された。当初は知多みるく&知多娘。という表記がされ、別個に扱われていたが、その後知多娘。として総称される。
2010年に大府あかね、東海しゅう、東浦未来、常滑セラ、武豊乙姫、美浜恋が登場。共に一般募集のオーディション「知多娘。声優オーディション」が実施される。それまでは基本的に声優を目指す若者の学びの場を作るという目的で、声優志望者に門戸が開かれていたが、2011年に内海お吉の声優として当時高校1年生の福山晴花がオーディションにて選ばれると声優を目指していなくても知多半島のPRがしたい若者にも門戸が広がっていった。
2011年6月8日「知多みるくと知多娘。の全部聴かせちゃう!」がレコチョク、ドワンゴ、music.jpなどで着うたダウンロード音楽配信限定でリリース。Amazonではアニメ・ゲームランキング、総合ランキングでも1位を記録した。（2011年6月18日付）
2012年には、初代半田酔子役の山崎理沙が声優事務所に所属することとなり、2012年3月25日に行われたイベントを最後に知多娘。を卒業した。4月には初代東浦未来役の殿納屋舞が卒業。空席となった2キャラクターに加え、美浜愛、広小路クララを含めた4人の声優もオーディションで決定された。同時に、研究生に当たる知多娘。牧場☆乙女塾の一号生（筆頭：まるたにあやの、塾生：田嶌あさこ、塾生：長田裕奈、塾生：戸田佳歩、塾生：笠原萌）もオーディションで選ばれた（田嶌あさこと笠原萌は後に正式メンバーに昇格。戸田佳歩は阿久比町観光PR隊アグガールV3に選ばれる）。
2013年には2012年のオーディション後に空席となった3人に代わる2代目（半田酔子役は初代内海お吉役の福山晴花が就任。代わりに2代目内海お吉役のオーディションが行われた）と新たに追加された太田川千代子（東海市太田川駅前）と大田メディ（知多北部広域連合）の声優を決めるオーディションが行われた（後に武豊乙姫役も追加募集となったが、該当者がいなかった）。同時に、知多娘。牧場☆乙女塾の一号生（梅田夏実、西村光、柘植れいかの3人。2代目一号生には筆頭はなし）が新たに追加された（常滑セラ役に就任した笠原萌を除き、初代一号生はそのまま二号生に進級）。その後半田酔子役の福山晴花がリーダーに就任。
2014年には2代目武豊乙姫役のオーディションが再度行われ、牛田有香が選ばれた。同時に知多娘。牧場☆乙女塾の新一号生（松尾香織と古田麻奈の2人。2代目と同じく筆頭はなし）も追加された（東海しゅう役に就任した田嶌あさこを除き、二号生と2代目一号生はそれぞれ三号生と2代目二号生に進級）。
2016年には6月5日に初代阿久比ほたる役の斉藤静香、初代南知多マリナ役のきむらみき、初代大府あかね役の守屋ユウ、初代美浜愛役の横田まりん、初代広小路クララ役の社本悠、2代目知多舞子役の福井愛、2代目内海お吉役の鈴木らな、2代目東海しゅう役の田嶌あさこの8名が卒業。7月10日に卒業した8名に代わる新メンバーを決める7期生オーディションが行われた。同時に牧場☆乙女塾に塩澤美玖、角谷真理子、帆波の3人が新一号生として入塾。8月14日に牧場☆乙女塾に花岡志織が新一号生に追加入塾し、戸田佳歩は三号生、古田麻奈は二号生に進級した。なお先述の7期生オーディションでは2代目大府あかね役候補が2名同数得票であったため両者を合格とし新たな大府市PRキャラクターの大府・W・桃花が作られることになった。また3代目内海お吉役は一度決定して一時的に活動していたが、本人の都合により辞退。7月28日に再オーディションが行われ知多娘。牧場☆乙女塾の新メンバーから花岡志織が昇格した。またこの時、ゆるキャラ・フランソワーズびわと、かわいすぎるNPOスタッフとあだ名されている新美早紀が知多娘。特別会員に選ばれている。
2017年には4月2日に初代リーダーであり3代目半田酔子役の福山晴花が卒業し、知多娘。史上初の「永久名誉知多娘。」に任命される。7月30日に8期生オーディションを行い4代目半田酔子役、4代目内海お吉役、3代目常滑セラ役が選ばれ、牧場☆乙女塾に加藤純花、竹内咲桜の2名が入塾。同日をもって3代目内海お吉役の花岡志織が卒業。また同オーディション内で2代目常滑セラ役の笠原萌が８月末で卒業することが発表された。12月19日に初代大田メディ役の野呂陽菜が卒業することと2代目阿久比ほたる役の平林咲季空が活動終了したことを発表。
2018年には3月3日に牧場☆乙女塾の塩澤美玖が卒業。3月18日に9期生オーディションを行い、2代目大田メディ役、3代目阿久比ほたる役が選ばれ、牧場☆乙女塾に浦野智代と安形有希の2名が入塾。なお2代目大田メディ役の牧野佳々李（本名の由来は、ガンダムSEEDのカガリ・ユラ・アスハ）は加入当時知多娘。史上初の中学生メンバーだった。3月29日に牧場☆乙女塾に木崎瑠璃が追加入塾。4月9日に2代目南知多マリナ役の松尾香織と牧場☆乙女塾の古田麻奈の卒業を発表。8月11日、2代目リーダーに佐藤綺乃の就任を発表。8月26日に2代目美浜愛役の八木みなみが卒業。12月22日に牧場☆乙女塾の加藤純花が卒業。12月24日に3代目東海しゅう役の上尾歌穂が卒業。12月31日に3代目知多舞子役の鶴田小百合が卒業。
2019年には1月26日に10期生オーディションを行い、4代目東海しゅう役、4代目知多舞子役、3代目美浜愛役、3代目南知多マリナ役が選ばれる。2月5日、知多娘。牧場☆乙女塾に高石みゆ、鳥居みやこの2名が入塾。12月21日に牧場☆乙女塾の木崎瑠璃が卒業。
2020年には1月31日に牧場☆乙女塾の帆波が卒業。2月24日に4代目半田酔子役の月見心が卒業。3月31日に2代目大府あかね役の潜木とうや、牧場☆乙女塾の鳥居みやこが卒業。9月27日に11期生オーディションが行われ、5代目半田酔子役、4代目常滑セラ役、3代目大府あかね役が選ばれる。また、同日をもって3代目常滑セラ役の神崎未鈴と牧場☆乙女塾の戸田佳歩が卒業。
2021年には1月23日に4代目内海お吉役の樋口晴名が卒業。4月25日に2代目武豊乙姫役の牛田有香が卒業し、2人目の「永久名誉知多娘。」に任命される。6月27日に12期生オーディションを行い、3代目武豊乙姫役と今回より内海お吉が大人verの内海お吉さんと子供verの内海お吉ちゃんの2役に分かれることに伴い5代目内海お吉さん役、初代内海お吉ちゃん役が選ばれる。7月16日に牧場☆乙女塾に今村碧と山本姫可が入塾すること、また7月末より高石みゆ、木全紗苗、今村碧、山本姫可の4名体制へ再編成することを発表。
2022年には4月3日に2代目大田メディ役の牧野佳々李、4代目知多舞子役の小出彩有里が卒業。小出からの指名により5代目知多舞子役として牧場☆乙女塾から山本姫可が昇格就任する。4月22日に新キャラクター追加が告知され、26日にTikTokにて先行公開、翌27日に正式発表される。追加された新キャラクターは、東浦町PRキャラクター、東浦みこととおとたちばひめ。5月29日に2代目広小路クララ役の加藤綾音が卒業し、3人目の「永久名誉知多娘。」に任命される。6月12日に初代太田川千代子役の高岸美里亜が卒業。6月13日に13期生オーディションを行い、2代目太田川千代子役、3代目広小路クララ役、3代目大田メディ役、初代東浦みこと役、初代おとたちばなひめ役が選ばれる。12月18日に3代目広小路クララ役の日比紀愛の活動終了を発表。12月25日に3代目大田メディ役の磯部紗那が活動終了。
2023年には2月26日に初代おとたちばなひめ役の渡邉千尋の活動終了を発表。3月21日に牧場☆乙女塾の木全紗苗の活動終了を発表。4月2日に初代美浜恋役の寺本恵里加が卒業。4月10日に初代内海お吉ちゃん役の今枝希望の活動終了を発表。以降14.5期生オーディションまで5代目内海お吉さん役の仲村ゆきほがお吉ちゃん役を兼務する。4月30日に14期生オーディションを行い、4代目大田メディ役、2代目おとたちばなひめ役、2代目美浜恋役が選ばれ、牧場☆乙女塾に伊藤心乃華が入塾する。また、同日をもって牧場☆乙女塾の今村碧が活動終了。9月17日に14.5期生オーディションを行い、4代目広小路クララ役、2代目内海お吉ちゃん役が選ばれる。10月13日に牧場☆乙女塾に恋楓が入塾することを発表。10月17日に大府・W・桃花、大府あかね、佐藤綺乃、仲村かなほの2キャラクター・2声優がおおぶ推しインフルエンサー第1号に就任することを大府市から発表され、10月28日に就任式が執り行われる。
2024年には4月14日に3代目阿久比ほたる役の田畑有菜が卒業し、「知多娘。スーパーサポートスタッフ（知多娘。SSS）」となる。4月16日に4代目広小路クララ役の平野麗愛の活動終了を発表。5月8日に初代東浦みこと役の黒木咲希の活動終了を発表。5月14日に牧場☆乙女塾生を対象に行われた内部オーディションにより、5代目広小路クララ役として恋楓の昇格就任を発表。6月30日に15期生オーディションを行い、4代目阿久比ほたる役、2代目東浦みこと役が選ばれる。また同日をもって佐藤綺乃が2代目リーダーを勇退し、3代目リーダーに下前真凛、副リーダーに栗田ももが就任する。7月4日に牧場☆乙女塾に猪口結香、鎌田果歩、土井彩綾が入塾したことを発表。10月7日に2代目太田川千代子の七緒舞の活動終了を発表。10月16日に内部審査会議により3代目太田川千代子役として猪口結香が昇格就任したことを発表。10月20日に3代目大府あかね役の仲村かなほが活動終了し、山本姫可が「ブースPRエース」に任命される。
2025年には1月12日に3代目南知多マリナ役の角谷真理子が卒業し、4人目となる「永久名誉知多娘。」、および初めてとなる「永久名誉知多娘。牧場☆乙女塾」「永久名誉アグガールアマゾネス」に任命される。2月22日に5代目半田酔子役の荒川風音の活動終了を発表。3月28日に牧場☆乙女塾の伊藤心乃華の活動終了を発表。3月30日に5代目広小路クララ役の恋楓が6代目半田酔子役へ、2代目内海お吉ちゃん役の山田円楓が6代目広小路クララ役へ、4代目阿久比ほたる役の吉田るるが4代目南知多マリナ役へグループとしては12年振り（内海お吉役から半田酔子役へ移籍した福山晴花以来）となる担当キャラの移籍をすることを発表。4月11日に4代目常滑セラ役の小栗ひなたが常滑市応援サポーター第１号に就任することを常滑市から発表され委嘱式が執り行われた。4月25日に牧場☆乙女塾の高石みゆの活動終了を発表。4月29日に先述の移籍キャラを正式にお披露目し本格稼働。5月11日に2代目美浜恋役の下前美穏が活動終了を発表。5月25日に16期生オーディションを行い、3代目美浜恋役、初代小野浦お琴役、5代目阿久比ほたる役、3代目内海お吉ちゃん役、4代目大府あかね役が選ばれる。6月8日に牧場☆乙女塾に清水夢以、林千乃、石倉凜乃、平光由果が入塾したことを発表。7月15日に牧場☆乙女塾の鎌田果歩が7月18日を以って活動終了すること、同じく牧場☆乙女塾の清水夢以と林千乃が活動終了したことを発表。
主な活動としては、ご当地アイドル声優として知多半島のPRイベントなどでのライブパフォーマンスやバスツアーでのファンとの交流を行うほか、VTuberとしての活動、地元企業とのコラボ、インターネットラジオやコミュニティFMへの出演。また、一日警察署長やいじめ撲滅、認知症サポーター養成、ゴミ拾い活動など観光PR以外にも地域の啓発活動などに幅広く活用されている。国内に留まらず、台湾やフィンランドなど海外にも活動を進出している。特に台湾では台北國際旅展にて最優秀パフォーマンス大賞を受賞するなど活躍の場を大きく広げている。
美浜恋・美浜愛・知多舞子・武豊乙姫はそれぞれの市町の観光大使にも選ばれており、東浦未来役の小坂井祐莉絵は初の東浦超観光大使に就任している。その他、あいちの離島PR大使などにも選ばれている。
運営はエンド・ゴールから一般社団法人知多娘地域活性プロジェクトに移行。

### 歴任担当声優
| 名前            | よみがな                       | PR担当地域                                                         | 声優 |
| --------------- | ------------------------------ | ------------------------------------------------------------------ | --- |
| 知多 みるく     | ちた みるく                    | 知多半島                                                           | MoeMi |
| 美浜 恋         | みはま れん                    | 美浜町                                                             | 寺本恵里加→下前美穏（下前真凛の妹）→六花 |
| 常滑 セラ       | とこなめ せら                  | 常滑市                                                             | 村井理沙子→笠原萌（牧場☆乙女塾から昇格）→神崎未鈴→小栗ひなた |
| 知多 舞子       | ちた まいこ                    | 知多市                                                             | 野島久沙世→福井愛→鶴田小百合→小出彩有里→山本姫可（前任の小出からの指名により牧場☆乙女塾から昇格）                                                                   |
| 半田 酔子       | はんだ よいこ                  | 半田市                                                             | 山崎理沙→成原さえ→福山晴花（内海お吉役から移籍）→月見心→荒川風音→恋楓（広小路クララ役から移籍）                                                                     |
| 東浦 未来       | ひがしうら みらい              | 東浦町                                                             | 殿納屋舞→小坂井祐莉絵 |
| 阿久比 ほたる   | あぐい ほたる                  | 阿久比町                                                           | 齋藤静香→平林咲季空→田畑有菜→吉田るる（南知多マリナ役へ移籍）→藤田明音                                                                                              |
| 東海 しゅう     | とうかい しゅう                | 東海市                                                             | 堀出葵→田嶌あさこ（牧場☆乙女塾から昇格。なお正式昇格前より堀出葵の代役として東海しゅう役を務めていた）→上尾歌穂→下前真凛（下前美穏の姉）                            |
| 南知多 マリナ   | みなみちた まりな              | 南知多町                                                           | きむらみき→松尾香織（オーディションにより牧場☆乙女塾から昇格）→角谷真理子（オーディションにより牧場☆乙女塾から昇格）→吉田るる（阿久比ほたる役から移籍）             |
| 大府 あかね     | おおぶ あかね                  | 大府市                                                             | 守屋ユウ→潜木とうや→仲村かなほ(仲村ゆきほの妹）→安江李琉羽 |
| 武豊 乙姫       | たけとよ おとひめ              | 武豊町                                                             | 大高帆乃香→牛田有香→栗田もも |
| 内海 お吉       | うつみ おきち                  | 南知多町内海地区                                                   | 福山晴花（2013年5月から7月まで半田酔子役と内海お吉役を暫定兼務したのち半田酔子役へ移籍）→鈴木らな→(鬼頭恵里香)→花岡志織→樋口晴名→12期より大人ver、子供verに分かれる |
| 内海 お吉さん   | うつみ おきちさん(おとなver)   | 南知多町内海地区                                                   | 仲村ゆきほ（仲村かなほの姉） |
| 内海 お吉ちゃん | うつみ おきちちゃん(こどもver) | 南知多町内海地区                                                   | 今枝希望（オーディションにより牧場☆乙女塾から昇格）→（2023年4月から同年9月まで大人verの仲村ゆきほが兼務）→山田円楓（広小路クララ役へ移籍）→いおり                   |
| 美浜 愛         | みはま あい                    | 美浜町                                                             | 横田まりん→八木みなみ→尾花りさ |
| 広小路 クララ   | ひろこうじ くらら              | 半田市広小路（クラシティ半田を中心とした知多半田駅周辺）           | 社本悠→加藤綾音→日比紀愛→平野麗愛→恋楓（オーディションにより牧場☆乙女塾から昇格したのち半田酔子役へ移籍）→山田円楓（内海お吉ちゃん役から移籍）                      |
| 太田川 千代子   | おおたがわ ちよこ              | 東海市太田川駅前                                                   | 高岸美里亜→七緒舞→猪口結香（知多娘。内部審査会議により牧場☆乙女塾から昇格）                                                                                         |
| 大田 メディ     | おおた めでぃ                  | 知多北部広域連合に所属する3市1町（東海市・大府市・東浦町・知多市） | 野呂陽菜→牧野佳々李→磯部紗那→木村亜季 |
| 大府・W・桃花   | おおぶ うぇるねす ももか       | 大府市ウェルネスバレー地区                                         | 佐藤綺乃 |
| 東浦 みこと     | ひがしうら みこと              | 東浦町                                                             | 黒木咲希→高畑明里 |
| おとたちばひめ  | おとたちばひめ                 | 東浦町                                                             | 渡邉千尋→久野夕萌 |
| 小野浦 お琴     | おのうらおこと                 | 美浜町小野浦地区                                                   | 能勢あんな |

知多娘。牧場☆乙女塾
知多娘。のサポートチーム及び研修生ユニット。主に知多娘。オーディション受験生から選ばれる。成長が評価されると知多娘。に昇格移籍することもある。
| 加入時期             | 名前                                                   |
| -------------------- | ------------------------------------------------------ |
| 4期オーディション    | まるたにあやの、田嶌あさこ、長田裕奈、戸田佳歩、笠原萌 |
| 5期オーディション    | 梅田夏実、西村光、柘植れいか                           |
| 6期オーディション    | 松尾香織、古田麻奈                                     |
| 7期オーディション    | 帆波、角谷真理子、花岡志織、塩澤美玖                   |
| 8期オーディション    | 加藤純花、竹内咲桜                                     |
| 9期オーディション    | 浦野智代、安形有希、木崎瑠璃                           |
| 10期オーディション   | 高石みゆ、鳥居みやこ                                   |
| 11期オーディション   | 木全紗苗、今枝希望、大岡沙南、長谷川明音               |
| 12期オーディション   | 今村碧、山本姫可                                       |
| 13期オーディション   |                                                        |
| 14期オーディション   | 伊藤心乃華                                             |
| 14.5期オーディション | 恋楓                                                   |
| 15期オーディション   | 猪口結香、鎌田果歩、土井彩綾                           |
| 16期オーディション   | 清水夢以、林千乃、石倉凜乃、平光由果                   |

阿久比町観光PR隊アグガール
知多娘。姉妹ユニット。ほたるをイメージした衣装で稀に阿久比町内のイベントに参加し、町の魅力をPRするために結成されたグループ。
| 称号       | 名前           |
| ---------- | -------------- |
| 1号        | まるたにあやの |
| 2号        | 田嶌あさこ     |
| V3（3号）  | 戸田佳歩       |
| X          | 平林咲季空     |
| アマゾネス | 角谷真理子     |
| ルルゾネス | 吉田るる       |
| アキゾネス | 木村亜季       |
| ミユゾネス | 高石みゆ       |

台北娘。
知多娘。姉妹ユニット。2015年誕生。台湾・台北及び知多半島のPRや自身の目標のため活動に取り組んでいる台北市の魅力をPRするグループ。
コロナ渦により2020年から活動休止をしていたが、活動再開予定であることを2024年に発表した。

その他、特別メンバー、役職、称号等
リーダー：福山晴花（初代）、佐藤綺乃（2代目）、下前真凛（3代目）
副リーダー：栗田もも(初代)
永久名誉知多娘。：福山晴花、牛田有香、加藤綾音、角谷真理子　
知多娘。スーパーサポートスタッフ（知多娘。SSS）：田畑有菜（1号）
ブースPRエース：山本姫可
知多娘。特別会員：フランソワーズびわ、新美早紀

## キャラクターソング
| 発売日        | タイトル                                                               | 収録曲 | 備考                                                       |
| ------------- | ---------------------------------------------------------------------- | --- | ---------------------------------------------------------- |
| 2009年8月1日  | 知多半島イメージキャラクター知多みるくミニアルバムvol.1 くびれない日曜 | 1. もえろ!!知多半島 2. ミラクルみるくが止まらない！ 3. くびれない日曜 4. いっぽんみち |                                                            |
| 2010年2月21日 | 知多娘。キャラクターズアルバムvol.1 夢≠目標                            | 1. レベルアップ 2. さよ恋 3. 知多半島☆喰えすと 4. コトバの魔法 5. 夢≠目標 6. はちみつツンデレぱんち |                                                            |
| 2011年6月8日  | 知多娘。知多みるくと知多娘。の全部聴かせちゃう!                        | 1. もえろ!!知多半島 2. ミラクルみるくが止まらない! 3. くびれない日曜 4. はちみつツンデレぱんち 5. レベルアップ 6. さよ恋 7. コトバの魔法 8. 知多半島☆喰えすと 9. 夢≠目標 10. いっぽんみち 11. もえろ!!知多半島リミックス                                                                                       | AmazonのMP3ダウンロードランキングでデイリー1位を獲得       |
| 2011年9月9日  | 知多娘。キャラクターズアルバムvol.2 泣かないでキャミソール             | 1. 胸キュンHANT!知多半島 2. 恋のお守り大作戦!! 3. 融解せよ!アイアンガール 4. One day~ぷらっとHOME~ 5. 泣かないでキャミソール 6. 萌える「知多半島」ボイス（ボーナストラック） |                                                            |
| 2012年3月26日 | 輝け 野間灯台 -知多娘。キャラクターズCD Vol.美浜恋                     | 1. 輝け 野間灯台 2. 恋のお守り大作戦（リマスターVer.） 3. 嗚呼 河童の流れのように 4. サンセット・ビーチ 5. 輝け 野間灯台（カラオケ） 6. 恋のお守り大作戦（カラオケ） 7. 嗚呼 河童の流れのように（カラオケ） |                                                            |
| 2013年3月8日  | 知多娘。キャラクターズＣＤ Vol.知多みるく 萌えろ就職活動               | 1. New Day 2. はっぴぃはっぴぃ面接 3. You Can 4. いっぽんみち(2013ver.) 5. ボイスドラマ「これで完璧?知多みるくの“勝てる面接対策”」 6. New Day（カラオケ） 7. はっぴぃはっぴぃ面接（カラオケ） 8. いっぽんみち(2013ver.)（カラオケ）                                                                            |                                                            |
| 2015年5月8日  | 知多娘。キャラクターズアルバムvol.3-知多半島 魂-                       | 1. 知多半島♡魂（ラブハート） 2. 知多酒で乾杯！ 3. 全力娘。〜Light in darkness〜 4. 経験が成長へと変わるとき 5. GoMyWay!知多半島 6. 知多半島♡魂（カラオケ） 7. 知多酒で乾杯！（カラオケ） 8. 全力娘。〜Light in darkness〜（カラオケ） 9. 経験が成長へと変わるとき（カラオケ） 10. GoMyWay!知多半島（カラオケ） |                                                            |
| 2016年8月10日 | 知多娘。ドラマCDvol.1 常滑                                             | 1. はじまりのセントレア 2. オーディオドラマ１話 3. 癒やしてボクの超特急 4. オーディオドラマ２話 5. 開け！自動化ゲート 6. オーディオドラマ３話 7. はじまりのセントレア（カラオケ） 8. 癒やしてボクの超特急（カラオケ） 9. 開け！自動化ゲート（カラオケ）                                                        | 知多娘。初のドラマCD。専門学校HALと連携制作                |
| 2016年8月10日 | 知多娘。キャラクターズアルバムvol.4-闘え! 知多半島-                    | 1. 闘え！知多半島 2. クラＬOＶＥシティ半田 3. 東うらやまうららか日和 4. 恋のおまもり大作戦×２ 5. レベルアップMK-Ⅱ 6. 闘え！知多半島 7. クラＬOＶＥシティ半田（カラオケ） 8. 東うらやまうららか日和（カラオケ） 9. 恋のおまもり大作戦×２（カラオケ） 10. レベルアップMK-Ⅱ（カラオケ）                           |                                                            |
| 2017年8月4日  | ゆめころんのうた-知多娘。キャラクターズCD Vol.武豊乙姫-                | 1. ゆめころんのうた 2. ゆめころんのうた（カラオケ） 3. 特典ボイス | 武豊町のコミュニティバス「ゆめころん」のテーマソング       |
| 2018年2月9日  | 知多娘。キャラクターズCD Vol.大府・W・桃花 ウェルカム ウェルネスバレー | 1.ウェルカム ウェルネスバレー 2.ウェルカム ウェルネスバレー（カラオケ） | 同日に4枚同時リリース                                      |
| 2018年2月9日  | 知多娘。キャラクターズCD Vol.美浜愛 愛の魔法                           | 1.愛の魔法 2.愛の魔法（カラオケ） |                                                            |
| 2018年2月9日  | 知多娘。キャラクターズCD Vol.広小路クララ クラLOVEシティ半田           | 1.クラLOVEシティ半田 2.クラLOVEシティ半田（カラオケ） |                                                            |
| 2018年2月9日  | 知多娘。キャラクターズCD Vol.阿久比ほたる 微笑みのお届け物             | 1.微笑みのお届け物 2.微笑みのお届け物（カラオケ） |                                                            |
| 2018年2月1日  | CDタイトル おいでよ台北 來台北吧〜                                     | 1.おいでよ台北 2.夢想製造機 ドリームマシーン 3.ＧｏＭｙＷａｙ台北 4.台北♡魂 |                                                            |
| 2018年3月11日 | 顔晴る君へ                                                             | 1.顔晴る君へ- 2.いっぽんみち(福山ver) 3.顔晴る君へ(福山・小坂井ver | 元リーダー福山晴花の大学卒業を祝って限定制作された         |
| 2018年3月17日 | 知多娘。キャラクターズCDVol.東海しゅう 燃えろ！！東海市                | 1.燃えろ！！東海市 2.燃えろ！！東海市（カラオケ） |                                                            |
| 2018年4月22日 | 知多娘。キャラクターズCDVol.広小路クララsecond 知多半島喰えすとⅡ       | 1.知多半島★喰えすとⅡ 2.知多半島★喰えすとⅡ（カラオケ） | CD発売と同時に広小路クララの担当が｢知多半島｣の食のPRに拡大 |
| 2018年10月5日 | 知多娘。キャラクターズアルバムvol.5 -キタコレ! 我らの知多娘            | 1.キタコレ！我らの知多娘。 2.はじまりのセントレア 3.レベルアップ（大府あかねver） 4.知多酒で乾杯！（半田酔子featuring広小路クララ） 5.ガンガンいこうぜ知多娘。 6.キタコレ！我らの知多娘。Instrumental 7.ガンガンいこうぜ知多娘。Instrumental                                                                   |                                                            |
| 2020年1月15日 | 知多娘。キャラクターズアルバムvol.6 -知多から来まチタ                  | 1.知多から来まチタ 2.アイデンティティ 3.地元ノスタルジー 4.アンノウン 5.知多から来まチタ Instrumental 6.アイデンティティ Instrumental 7.地元ノスタルジー Instrumental 8.アンノウン Instrumental |                                                            |
| 2020年1月15日 | 知多娘。キャラクターズCDVol.内海お吉 流転                              | 1.流転(adult ver) 2.流転(child ver) 3.流転(duet ver) 4.流転(Instrumental) |                                                            |

## 台北娘。
台北娘。（たいぺいむすめ。）は、2014年に日台友好を目的とし、日本と台湾の若者で共同開発された台北杜鵑（たいぺいつつじ）。その担当の周珈卉（しゅうかき）、サポートメンバーの雪莉（ゆきり）、萬懿萱（わんいしぇん）の3人によるユニット。2015年の台北國際旅展のオーディションにて選ばれる。主に知多娘。の台湾での活動をサポートする。
2016年台北漫画博覧会にて、松山虹花（台北市松山区）、信義亜理莎（台北市信義区）、中正辰星（台北市中正区）、北投文綺（台北市北投区）のラフ案が誕生し、2018年夏に正式採用された。また周珈卉が卒業し、雪莉が松山虹花役、萬懿萱が北投文綺役に任命された。
2020年10月30日、新型コロナの為長期の活動が出来ない事から状況が落ち着くまで活動休止、同時に4人のメンバー、雪莉（ゆきり）、萬醬（わんちゃん）、吳尹禾（ほりちゃん）、彭佳臻（くまちゃん）の卒業を発表。
2024年3月18日、セカンドシーズンとして活動を再開する予定と発表。